# Dintel

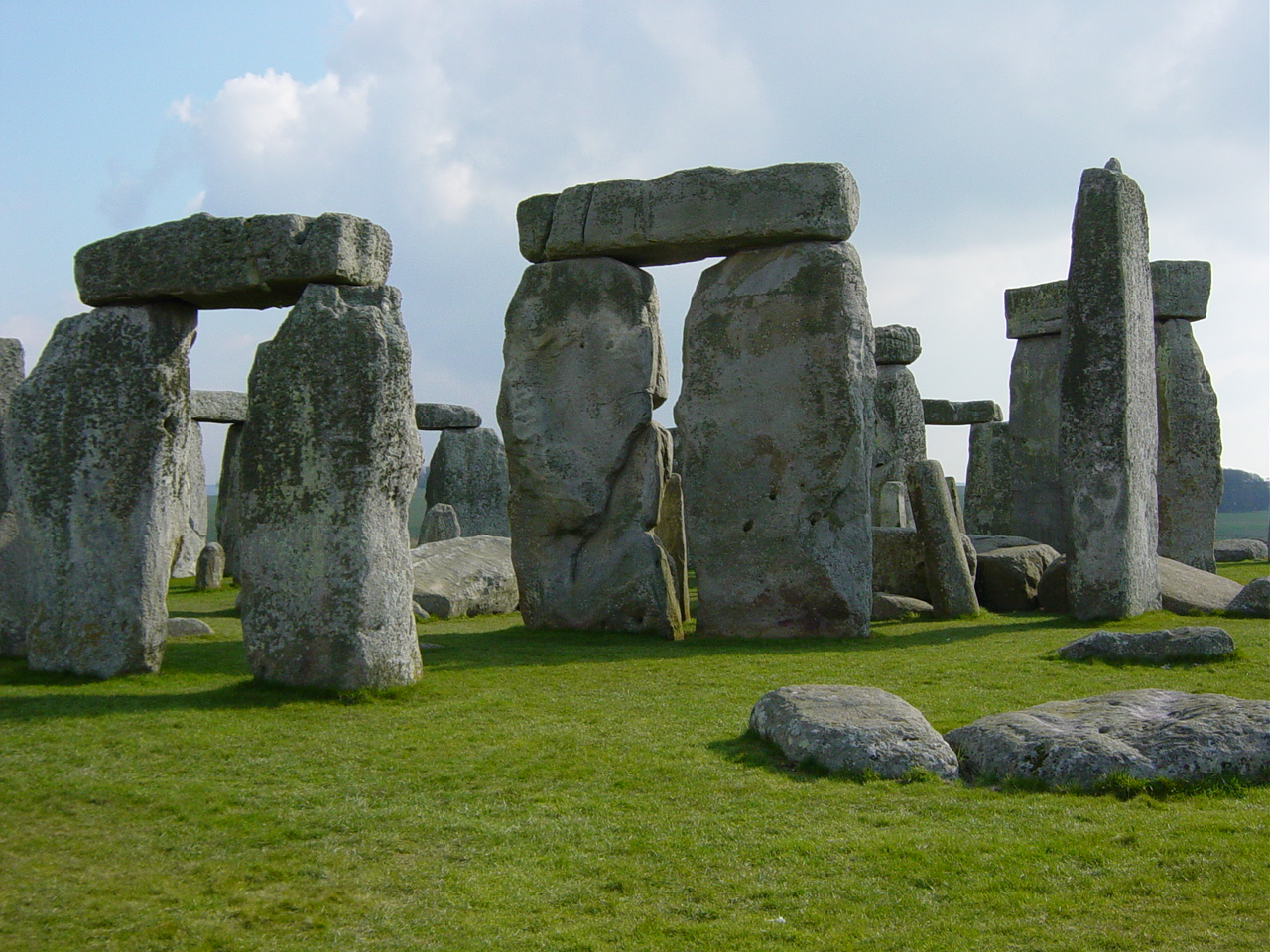
Dinteles de piedra en Stonehenge.

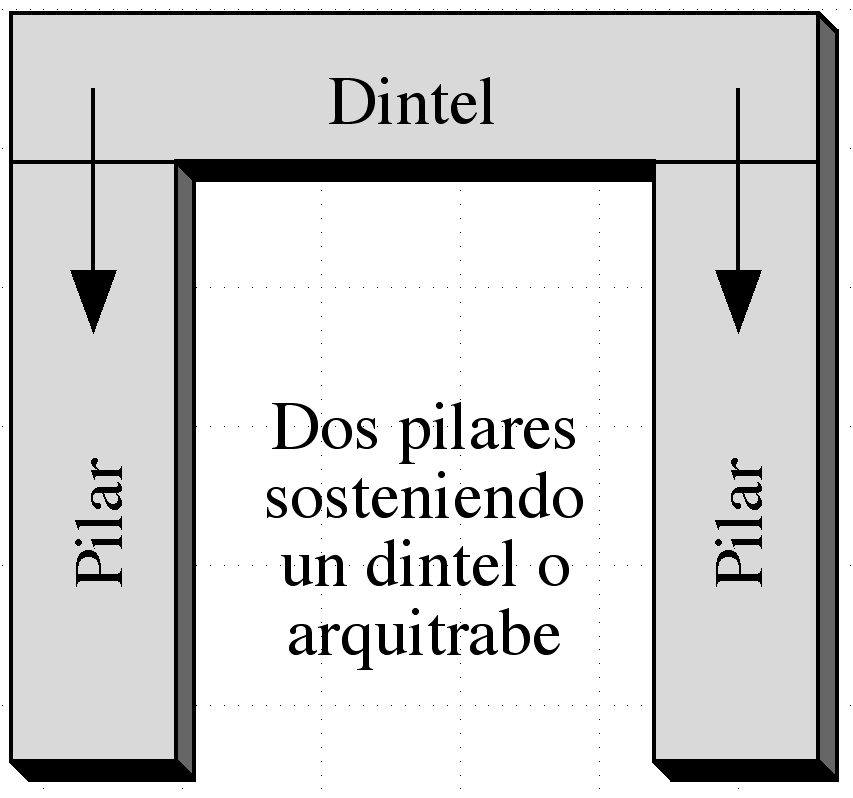
Esquema de estructura adintelada.

Un dintel (de lintel, y este del latín limitellus) es un elemento estructural horizontal que salva un espacio entre dos apoyos o jambas.
Es el elemento superior que permite crear vanos en los muros para conformar puertas, ventanas o pórticos. Por extensión, el tipo de arquitectura, o construcción que utiliza dinteles para cubrir los espacios en los edificios se llama arquitectura adintelada o construcción adintelada. La que utiliza arcos o bóvedas se denomina arquitectura abovedada. 
Los mejores exponentes de arquitectura adintelada en piedra son los edificios monumentales del Antiguo Egipto, la Grecia clásica y en muchos ejemplos de la Roma clásica.  Se considera en arquitectura elemento estático frente el abovedado, considerado dinámico.
Se conoce como dintel trasdosado cuando se trata de un dintel volado.  De una pieza horizontal que está sobresaliendo de un plano de muro, como si se tratara de un balcón, aunque no lo es.

## Resistencia

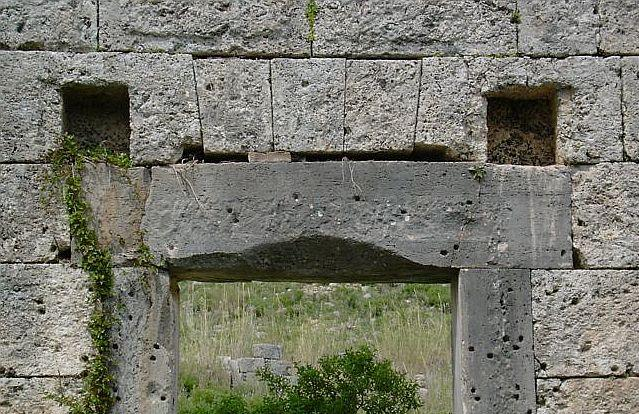
Patología en dintel pétreo.

En un dintel cuyos extremos recaigan sobre los elementos verticales cuyo espacio libre salva el dintel, las mayores tensiones se darán sobre la sección transversal central. En este caso, la tensión sobre el dintel, si éste es de canto pequeño en relación con la longitud, puede calcularse a partir de la teoría de vigas de Euler-Bernouilli para la flexión mecánica de vigas (si el canto es apreciable en relación con la longitud debe emplearse la teoría de Stephen Timoshenko, que considera igualmente el efecto del esfuerzo cortante). En el caso anterior, la flexión hace que la parte superior del mismo sea comprimida y la inferior traccionada.

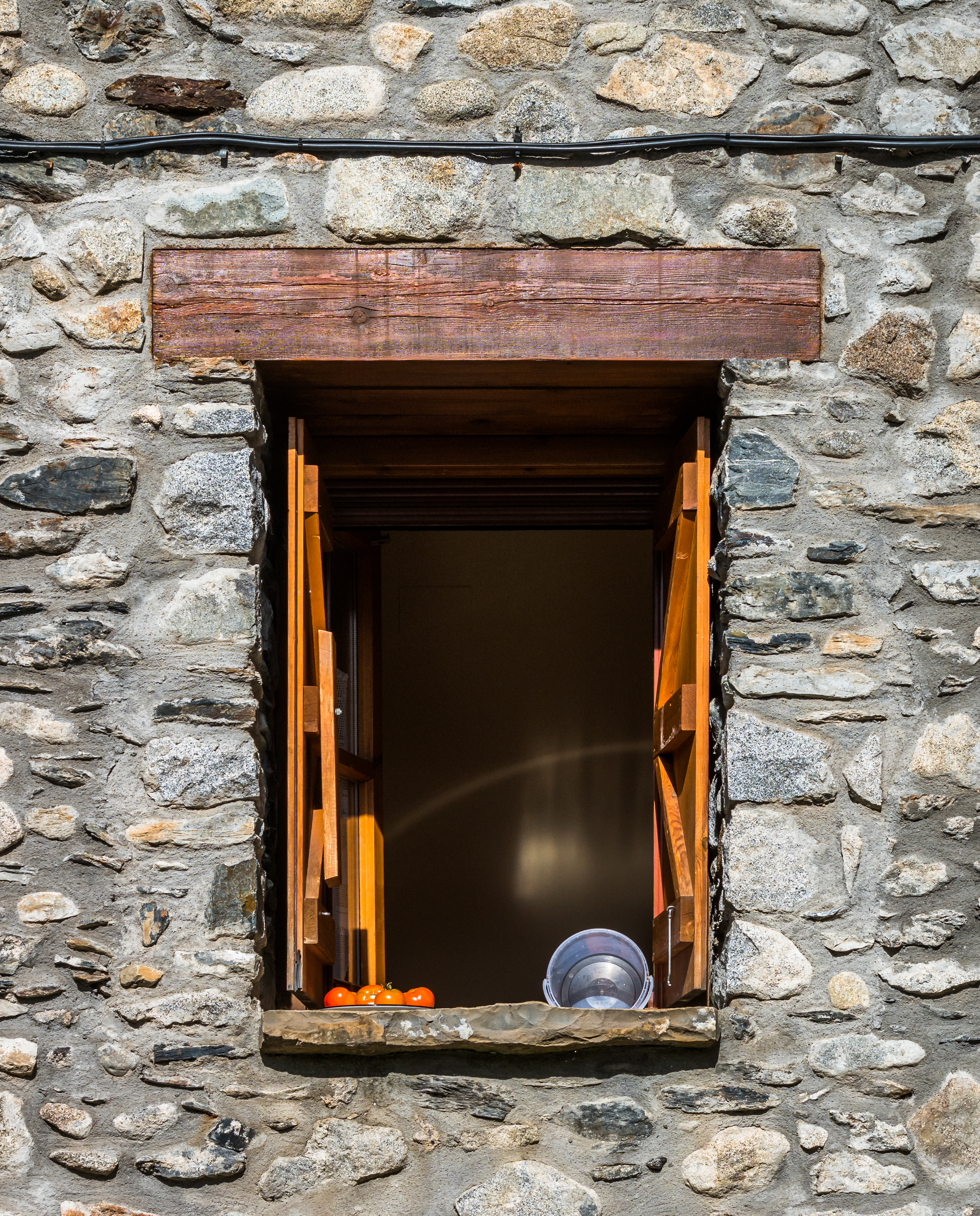
Dintel de madera

Los materiales rígidos como las piedras (el hormigón en masa y otros materiales de tipo cerámico) soportan peor los esfuerzos de tracción que los de compresión, por lo que la patología más habitual en los dinteles pétreos son las fisuras que surgen desde la parte inferior de la cara inferior y progresan hasta la parte superior. Una solución tradicional a este problema fue el reemplazo de los dinteles por arcos, que permiten soportar la carga del piso superior sometiendo el material únicamente a esfuerzos de compresión.
Los avances en materiales de construcción han facilitado sin embargo que se empleen dinteles. El hormigón armado corrige el problema con armaduras de acero en la parte inferior que absorben los esfuerzos de tracción. De ahí que con este material sean ahora corrientes las estructuras adinteladas (de vigas y pilares), sin ninguno de los problemas que tenían antes las estructuras de este tipo, con luces libres mucho mayores.